# Грицевський Борис Петрович
Борис Петрович Грицевський (нар. 9 лютого 1898, Кременчук — пом. ?) — український радянський архітектор і педагог.

## Біографія
Народився 9 лютого 1898 року в місті Кременчуці (тепер Полтавська область, Україна). 1924 року закінчив Харківський технологічний інститут. Працював переважно в Харкові. Впродовж 1932—1960 років викладав у Харківському будівельному технікумі, у 1945—1951 роках — у Харківському інженерно-будівельному інституті.

## Споруди
Станом на початок 1970-х років за його проектами споруджено і реконструйовано понад 20 житлових та громадських будівель, зокрема багатоквартирні будинки в Харкові:
- на вулиці Кірова № 20 (1925—1926);
- на Пушкінському в'їзді № 9 (1930).